# Honolulu Museum of Art
L'Honolulu Museum of Art (già Honolulu Academy of Art) è uno dei maggiori musei d'arte degli Stati Uniti, fondato nel 1922 e inaugurato nel 1927. Da allora le sue collezioni si sono arricchite fino a comprendere circa 50.000 oggetti di arte mondiale, con le punte di diamante nell'arte asiatica, europea e locale.

## Storia
Anna Rice Cooke (1853–1934), figlia di missionari del New England, fondò il museo nel 1922, con l'esplicita intenzione, come essa stessa raccontò al discorso di inaugurazione del 1927, di fornire ai figli della comunità multietnica hawaiana esempi delle loro radici culturali e di quelle dei propri vicini: «...affinché gli hawaiani, gli americani, i cinesi, i giapponesi, i coreani, i filippini, i nordeuropei e tutti gli altri che vivono qui possano, attraverso i canali dell'arte, entrare in contatto con quelle profonde intuizioni comuni e ottenere su tali basi la fondazione di una nuova cultura isolana, arricchita dalle antiche radici».
Il primo nucleo del museo era legato alla collezione personale della Cooke e di suo marito Charles Montague Cooke, fatta di ceramiche e pezzi di arte tessile cinese. Negli anni '20 venne avviata una prima catalogazione della raccolta che nel frattempo si era notevolmente ampliata. Successivamente i Cooke donarono la loro intera proprietà con 25.000 dollari di dotazione. L'edificio museale venne ricostruito dall'architetto newyorchese Bertram Goodhue in uno stile tipicamente hawaiano, fatto di un edificio basso, organizzato su cortili e coperto a spioventi.
L'inaugurazione si ebbe l'8 aprile 1927 e da allora si susseguirono numerosi arricchimenti attraverso donazioni e lasciti, anche di intere collezioni, tra cui un cospicuo nucleo di opere della collezione Kress, secondo solo a quello della National Gallery di Washington. Tra i principali ampliamenti quello del 1956 (nuova biblioteca), del 1960 (ala didattica), 1965 (negozio), 1969 (bar), 1977 (galleria di arte contemporanea, uffici e teatro da 292 posti), 1989 (incremento dell'ala didattica) e del 1999 (galleria interattiva per ragazzi, aula per lezioni, e uffici).
Dal 1998 ha avuto luogo un rinnovamento dell'area espositiva, avviato dal fiore all'occhiello, la collezione di arte asiatica; dal 2005 ha interessato le sezioni di arte occidentale.

## Opere principali
Segna di Bonaventura
- Madonna col Bambino, 1325 circa

Carlo Crivelli
- Sant'Andrea, 1471 circa
- Apostolo barbuto, 1471 circa

Amedeo Modigliani
- Nudo seduto con le mani in grembo

Claude Monet
- Le ninfee, 1917-1919